# إنيز مابل كروفورد
إنيز مابل كروفورد (بالإنجليزية: Inez Mabel Crawford)‏ هي أمينة مكتبة أمريكية، ولدت في 16 أغسطس 1869، وتوفيت في فبراير 1938.